# Alma Mana'o
Alma Mana'o (sinh ngày 22 tháng 7 năm 1994) là một cầu thủ bóng đá nữ người Samoa ở Mỹ, chơi ở vị trí tiền vệ cho trường cao đẳng Queens.

## Nghề nghiệp
Mana'o đã ra mắt quốc tế cho Samoa thuộc Mỹ trong giải bóng đá nữ Thái Bình Dương 2011 ở Nouvelle-Calédonie.

## Thống kê sự nghiệp

### Quốc tế
Kể từ ngày 30 tháng 8 năm 2018
| American Samoa | American Samoa | American Samoa |
| Năm            | Số trận        | Bàn thắng      |
| -------------- | -------------- | -------------- |
| 2011           | 4              | 0              |
| 2018           | 3              | 0              |
| Tổng           | 7              | 0              |